# Hekari United Football Club
Hekari United, anteriormente conhecido como POM Souths, Souths United, PRK Souths United e Hekari Souths United, é um clube de futebol profissional formado em 2006, com sede em Port Moresby, na Papua-Nova Guiné.
O clube detém o recorde de mais títulos na Liga Nacional de Futebol de Papua Nova Guiné, tendo conquistado oito títulos consecutivos de 2006 a 2014. Também é um dos dois únicos clubes de fora da Austrália e da Nova Zelândia a vencer a Liga dos Campeões da OFC, tento representado a Oceania na Copa do Mundo de Clubes da FIFA, após a conquista em 2010.
Depois que o presidente John Kapi Natto liderou a separação da Liga Nacional de Futebol em 2017, o clube competiu por duas temporadas na Papua New Guinea National Premier League, vencendo a edição inaugural. O clube voltou à Liga Nacional de Futebol na temporada de 2019, terminando em segundo lugar.

## Conquistas
Competições continentais
- Liga dos Campeões da OFC
  - Campeão: 2009–10[9]
  - Vice-campeão: 2025[10]

Competições nacionais
- Liga Nacional de Futebol da Papua-Nova Guiné
  - Campeão (8): 2006, 2007–08, 2008–09, 2009–10, 2010–11, 2011–12, 2013, 2014, 2023[2]
  - Vice-campeão: 2015–16, 2019, 2022
- Papua New Guinea National Premier League
  - Campeão: 2017[7]